# Al-Badārī
Al-Badārī es un distrito de la gobernación de Asiut, Egipto. En julio de 2017 tenía una población estimada de 271 635 habitantes.
Se encuentra ubicado aproximadamente en el centro del país, sobre el valle del Nilo.